# Municipio de Lima (Illinois)
El municipio de Lima (en inglés: Lima Township) es un municipio ubicado en el condado de Adams en el estado estadounidense de Illinois. En el año 2010 tenía una población de 588 habitantes y una densidad poblacional de 4,1 personas por km².

## Geografía
El municipio de Lima se encuentra ubicado en las coordenadas 40°10′12″N 91°23′33″O / 40.17000, -91.39250. Según la Oficina del Censo de los Estados Unidos, el municipio tiene una superficie total de 149.17 km², de la cual 142,85 km² corresponden a tierra firme y (4,24 %) 6,32 km² es agua.

## Demografía
Según el censo de 2010, había 588 personas residiendo en el municipio de Beverly. La densidad de población era de 4,1 hab./km². De los 588 habitantes, el municipio de Beverly estaba compuesto por el 100 % blancos. Del total de la población el 0 % eran hispanos o latinos de cualquier raza.